# Kunde
Kunde è un villaggio situato nella regione Khumbu, nel Parco nazionale di Sagarmatha, in Nepal.
È nella stessa valle del villaggio di Khumjung, ai piedi del Monte Khumbila, montagna sacra degli sherpa. 

Kunde
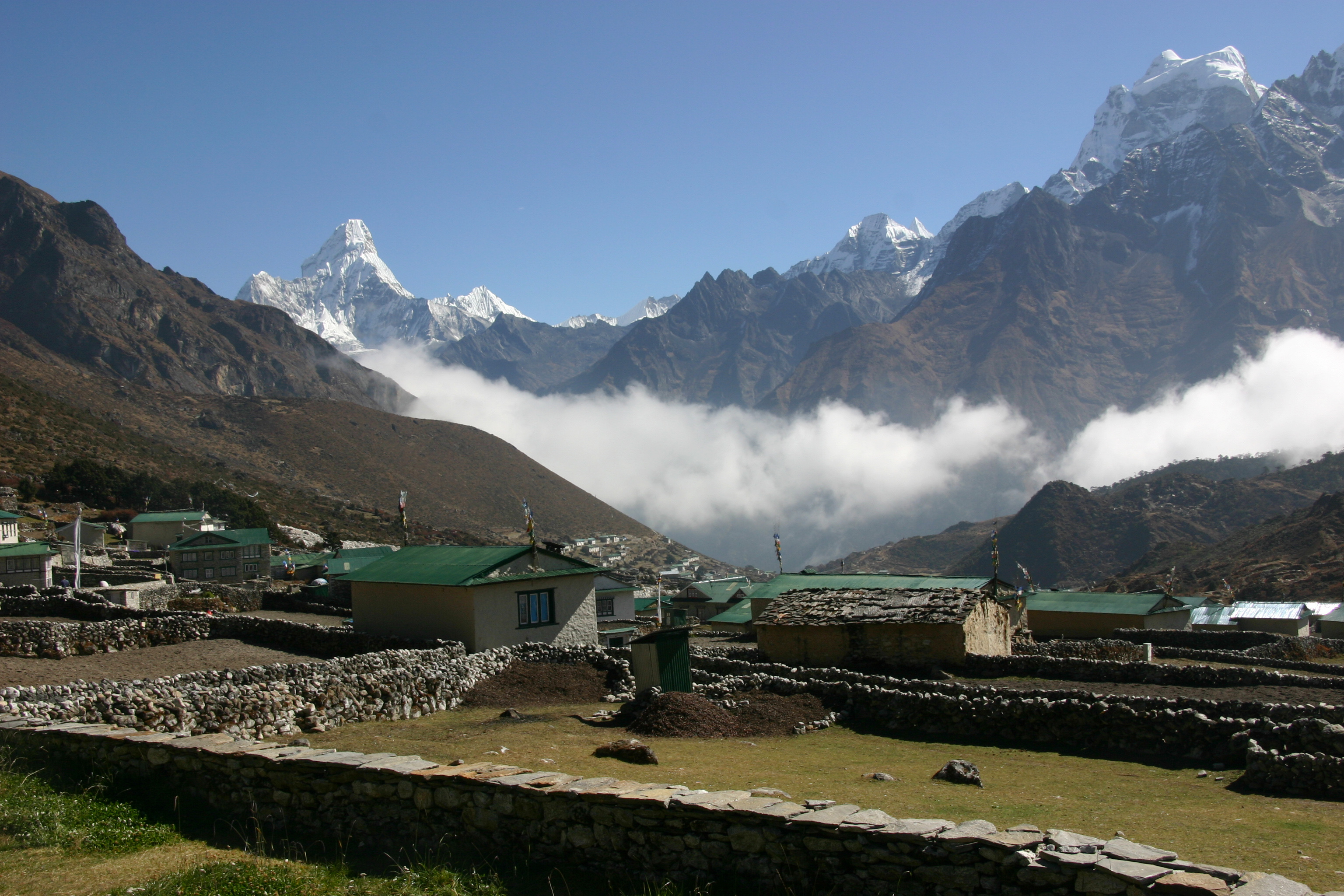
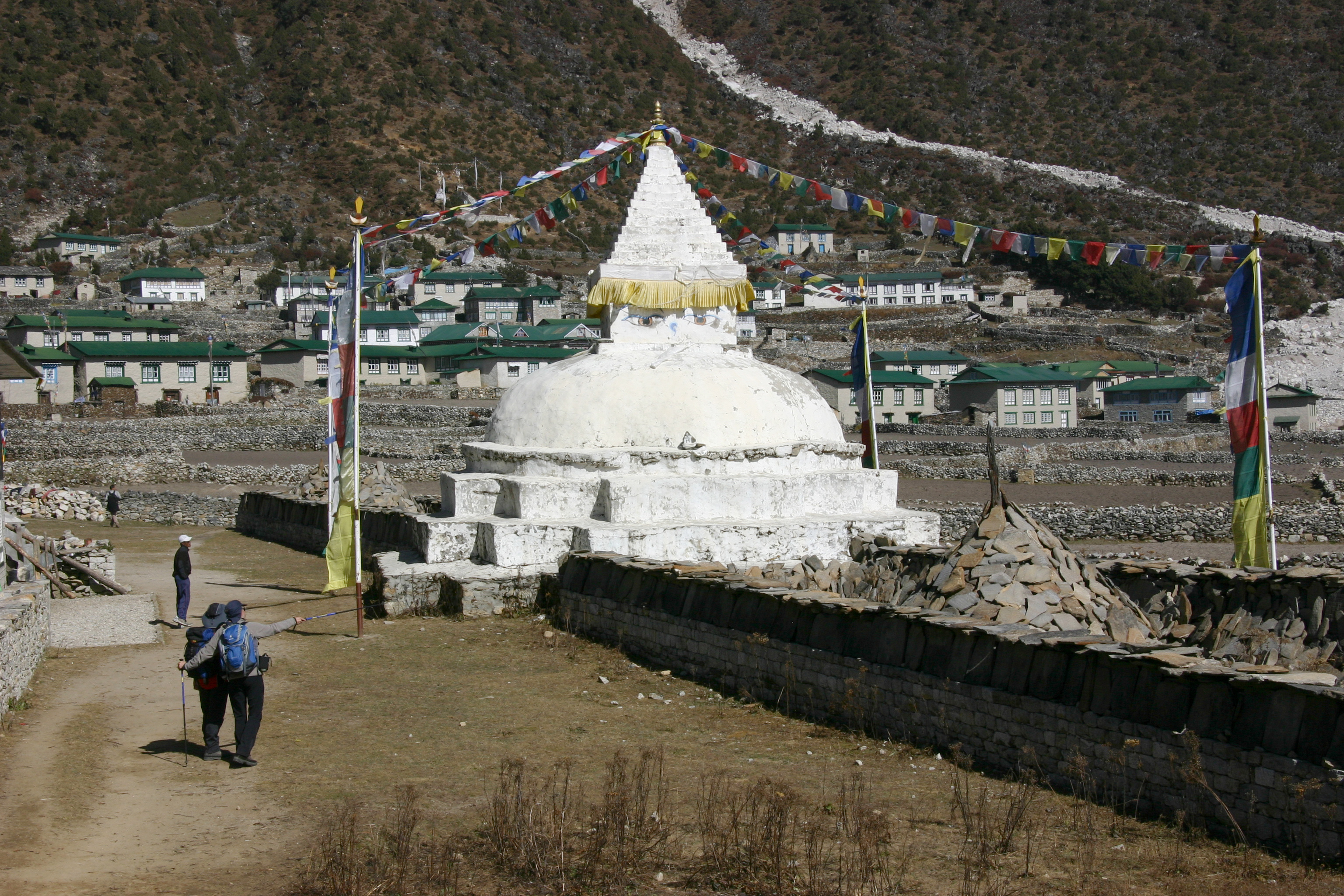
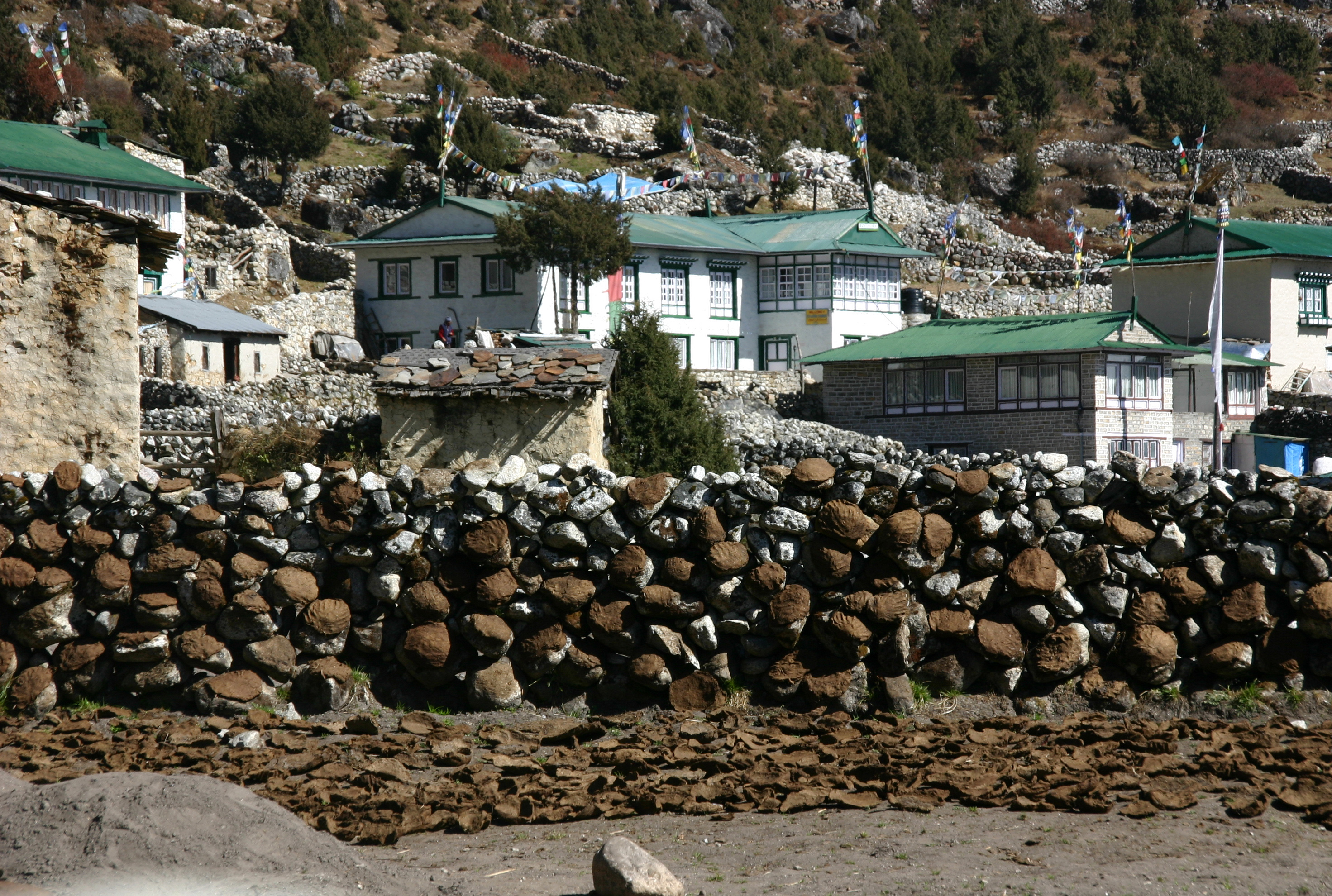
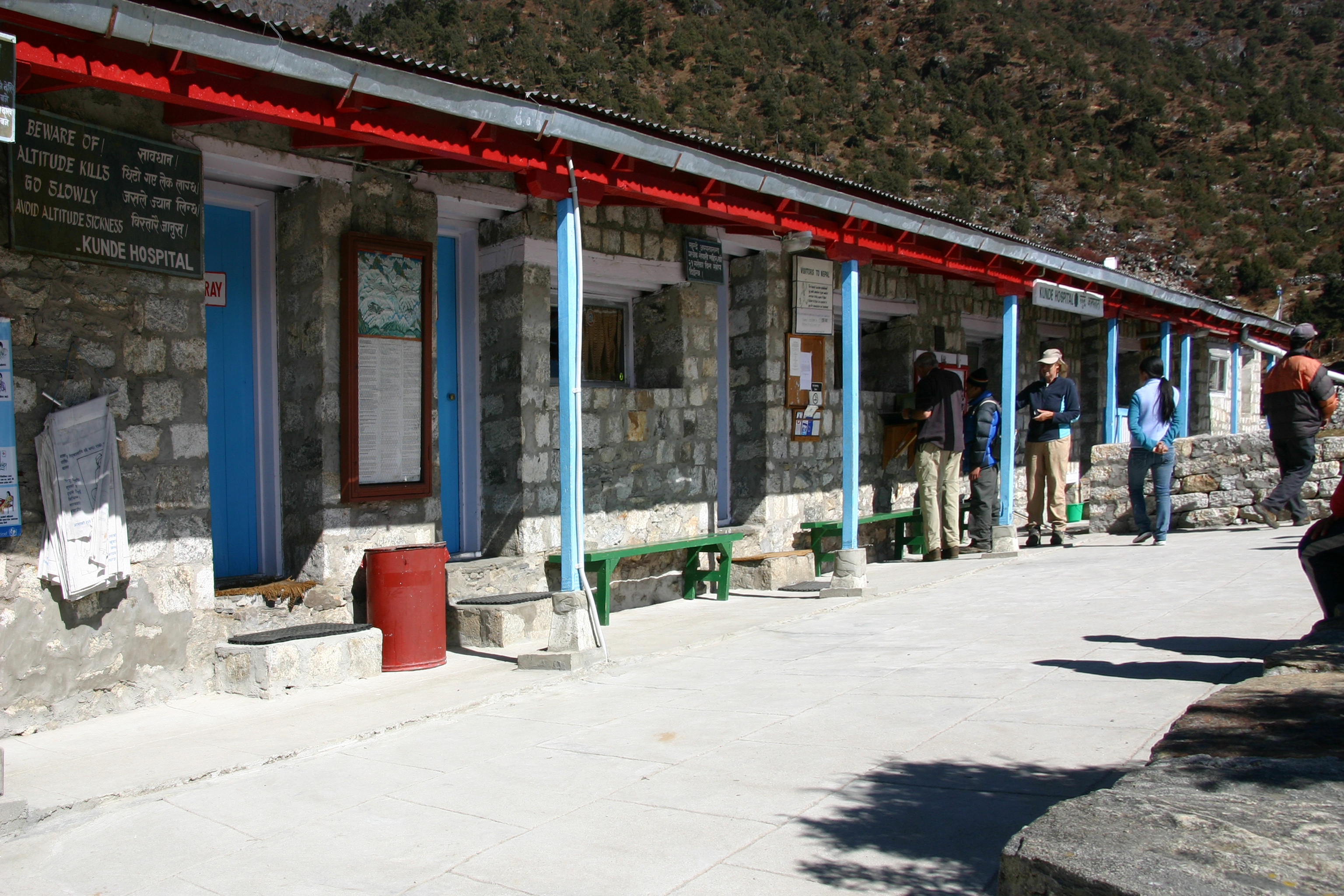
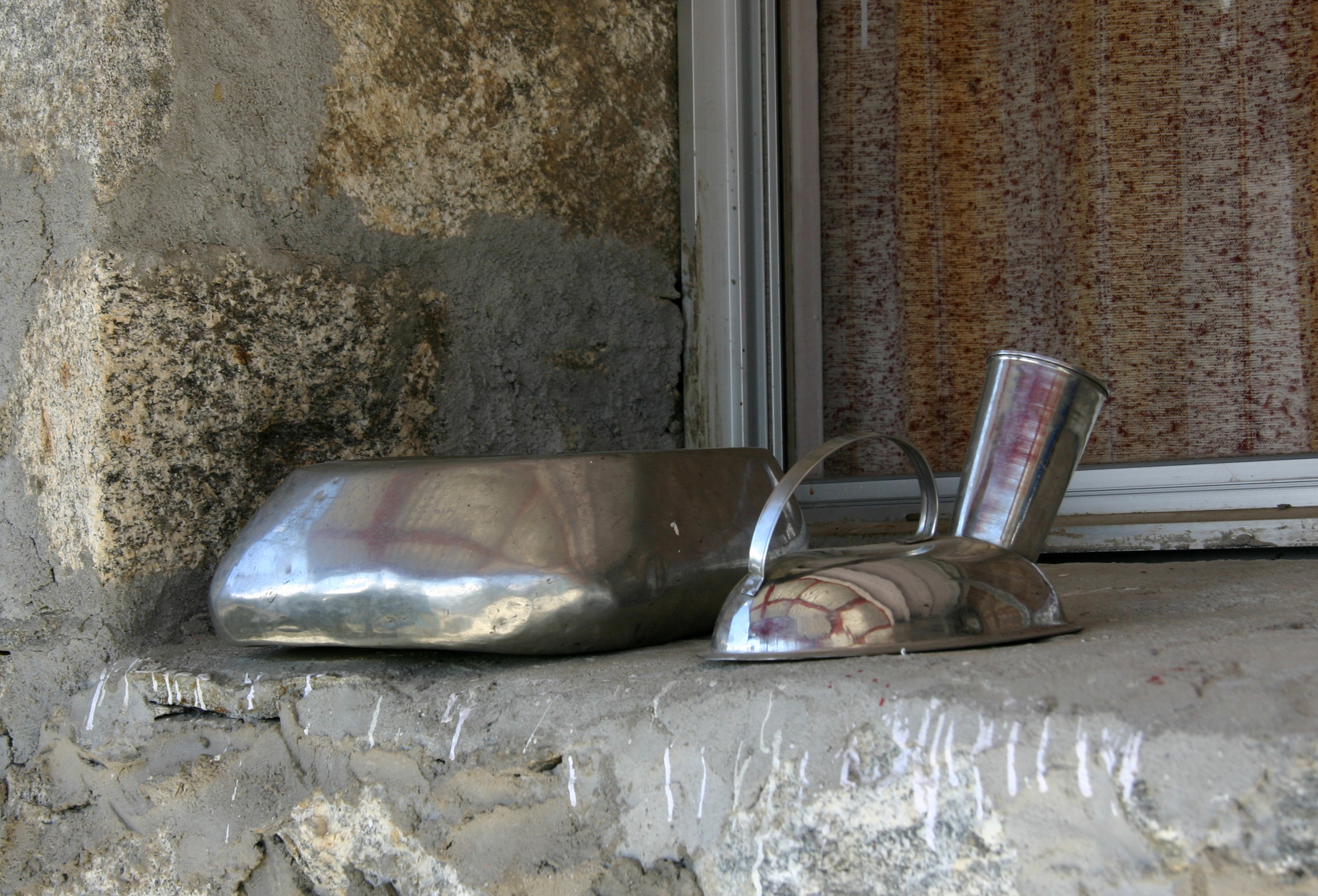
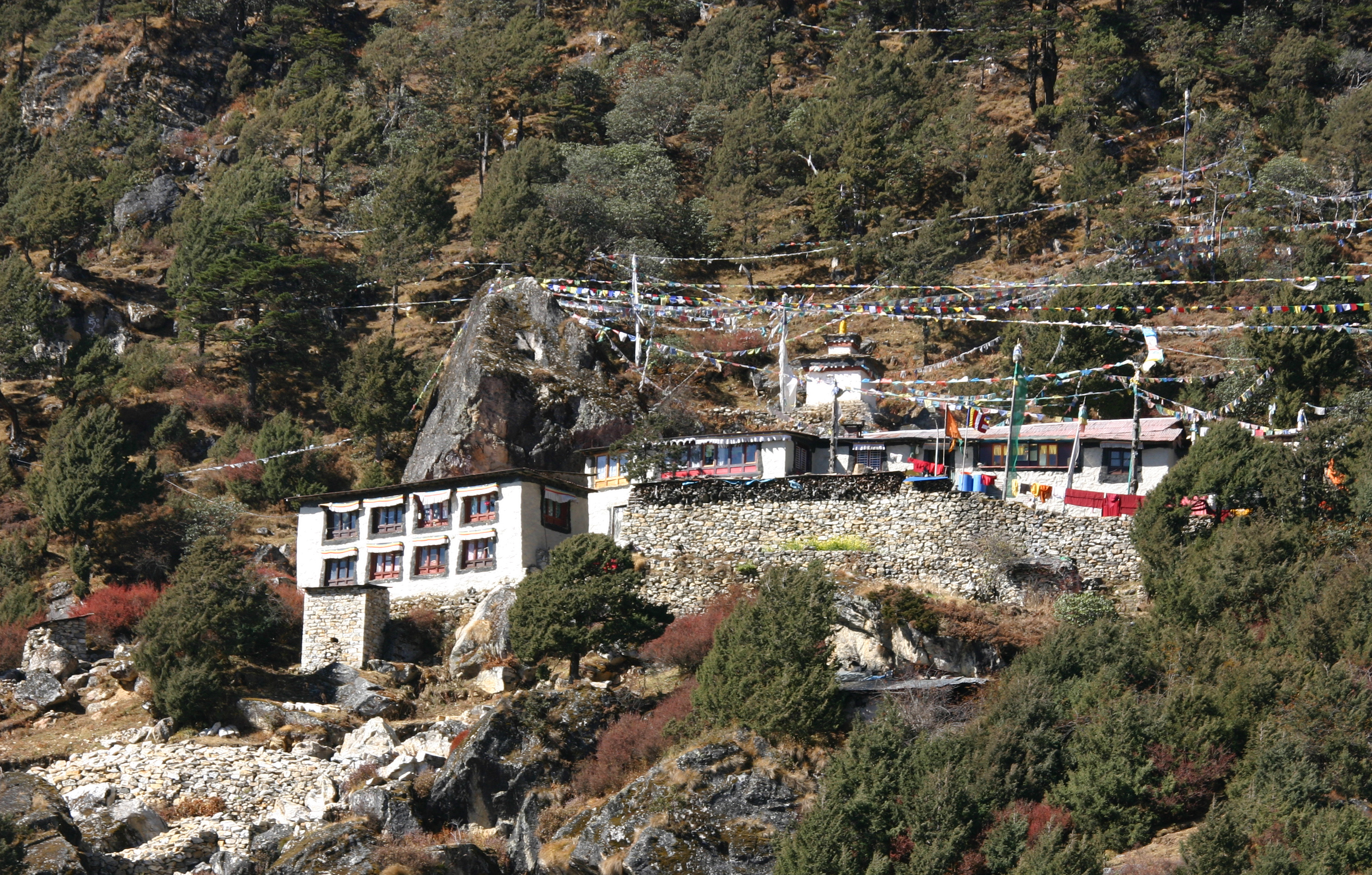